# Euploea nica
Euploea nica är en fjärilsart som beskrevs av Hans Fruhstorfer 1904. Euploea nica ingår i släktet Euploea och familjen praktfjärilar. Inga underarter finns listade i Catalogue of Life.